# Aşağı Tüləkəran
Aşağı Tüləkəran (hay còn gọi là Aşağı Tüləkaran, Ashagy Tyulekiran, Ashagy-Tyulyakeran, và Tyuler) là một ngôi làng và đô thị thuộc vùng Quba của Azerbaijan. 